# Nicolas Evreïnoff

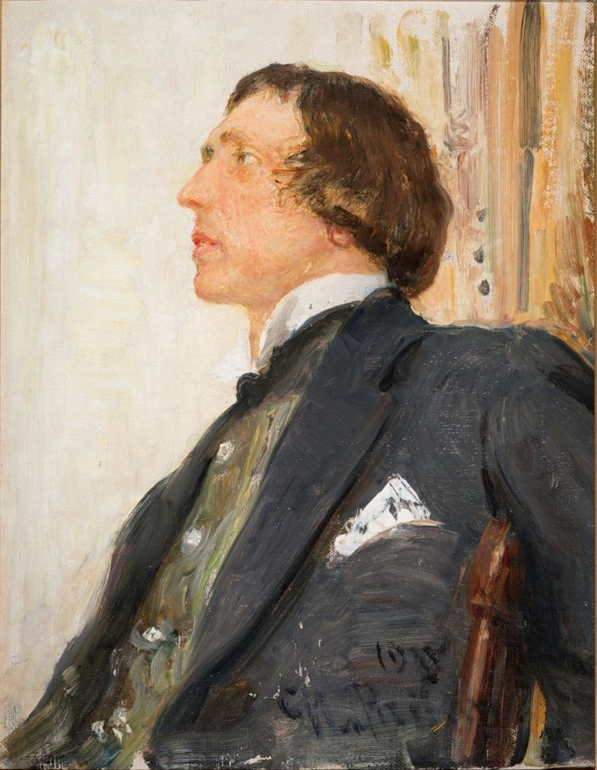
Retrato de Evreinov por Ilya Repin (1915)

Nicolas Evreinoff ou Nicholas Evreinov (russo: Николай Николаевич Евреинов) (Moscou, 13 de Fevereiro de 1879 - França 7 de Setembro de 1953) foi um importante diretor teatral e dramaturgo russo do início do século XX, associado com o simbolismo russo e a Revolução Russa de 1917. Escreveu cerca de 20 livros sobre teoria e história do teatro.

## Biografia
Em 1925 ele se muda para Paris e trabalha como dramaturgo, diretor. Trabalha em Paris para a Ópera Russsa de M.N. Kuznetsova's, no teatro de imigrantes O Morcego e no Teatro Nacional de Praga. Em 1998 suas memórias foram publicadas em Moscou pela primeira vez.
Foi amigo e amante de Anna Butkovsky e, de acordo com ela, conheceu e conviveu com Gurdjieff por um período de tempo, enquanto estavam no Cáucaso. As teorias de Evreinoff parecem ter imitado as teorias de Gurdjieff.

## Encenações
- Old Theatre 1907/08 a 1911/12 seasons, com Barão N.V. Osten-Drizen and
- Literary and Artistic Theatre Society (1908)
- Komissarzhevskaya Theatre (1908-09)
- Merry Theatre for the Aged, com F.F. Komissarzhevsky (1909-10)
- Distorting Mirror parody theatre 1910-14, 100 peças
- Brodyachaya Sobaka (Stray Dog), teatro-cabaret
- Prival Komediantov (The Comedians' Halt)
- Desenhos do Agit-Drama de Annenkov "A Tempestade no Palácio de Inverno" 1920

## Obras
russo
- Vvedenie v monodramu (1909; Uma introdução ao Monodrama)
- Revisor (1912)
- The Theatre of the Soul (1912), a monodrama
- Teatr kak takovoy (1913; O Teatro como É)
- Teatr dlya sebya. 3 Volumes (1915-1917; O  Teatro na Vida (resumo dos 3 vols, 1927. reeditado em 1970)
- The Fourth Wall (1915)
- The Chief Thing (1921)
- Istorii︠a︡ russkogo teatra s drevneĭshikh vremen do 1917 goda / N.N. Evreinov (História do Teatro Russo. Domínio Público Versão on Line. 1955)
- Origem do Drama (1921).

inglês (tradução)
- The Chief Thing: A comedy for some/A drama for others.New York: Published for The Theatre Guild by Doubleday, Page, 1926.
- The Theatre in Life. New York: Brentano's, 1927, reedição 1970. Resumo em um volume de Teatr dlya sebya.
- A Merry Death and The Beautiful Despot in Five Russian Plays (1916)

francês
- Le Théâtre dans la vie´´, Paris : Stock, 1930

## Pinturas
- pintura de Evreinov

## Filmes
- Fécondité 1929 - Diretor
- Pas sur la bouche 1931 - Diretor
- Samoe glavnoe (1940) La comédie du bonheur  roteirista
- La comedia de la felicidad (1968). Estudio 1 (TV series) - roteirista